# Navigationsutbildning
Navigationsutbildning är viss utbildning för yrken och behörigheter inom sjöfarten och motsvarande eller enklare frivillig utbildning.
I Sverige krävs navigationsutbildning (kustskepparintyg) för att framföra fritidsskepp, det vill säga fritidsfartyg med en längd större än 12 meter och en bredd större än 4 meter. I Finland är gränsen för behörighetskrav (internationellt förarbrev för fritidsbåt) 24 meter i längd. Det pågår idag diskussioner om att även införa ett så kallat båtkörkort även för mindre fritidsbåtar.
Utbildningar för fritidsbåtar i Sverige har tidigare kontrollerats av Sjöfartsverket men tillsynen är numera delegerad till Nämnden för båtlivsutbildning. I Finland är det Trafiksäkerhetsverket som övertagit ansvaret. Utbildningarna genomförs ofta genom båtklubbar eller studieförbund men även privata aktörer finns på marknaden.
Utbildningar för yrkessjöfart tillhandahålls genom högskolor.